# 固体化学
固体化学（または材料化学）は固相の物質（必ずというわけではないが、特に非分子の固体）の合成・構造・特性に関する学問である。そのため、新物質の合成と特徴に注目している点で、固体物理学、鉱物学、結晶学、セラミックス、金属工学、熱力学、物質科学、電子工学と大きく重複している。

## 歴史
商業製品との直接的関係性から、固体無機化学は工業界から発展した。産業界の要求により固体無機化学の発展は促され、純粋な学問的好奇心を遥かに超えて発展した。1950年代の石油化学のためのゼオライトとプラチナの触媒、1960年代の小型電子装置の中心となる高純度シリコン、1980年代の高温超伝導が20世紀の発見の例として挙げられる。ローレンス・ブラッグが1900年代初頭に創始したX線結晶学は更なる革新を可能にした。固相反応が原子レベルでどのように進行しているのかの理解は、カール・ワーグナーの酸化速度論、イオンの相互拡散、欠陥化学によって著しく進んだ。この功績により、カール・ワーグナーは「固体化学の父」と称されることもある。

## 合成法
固体化合物は様々なので、それに応じて多様な方法が調合に用いられる。電荷移動塩のような有機化合物の調合は室温付近で行われ、有機合成の技術に似た手法がとられることもある。酸化還元反応においては時たま、テトラチアフルバレンからベックガード (Bechgaard)塩を調合する際に説明されているような結晶電析が行われる。

### 加熱による方法
高温法は、耐熱性物質に対してしばしば用いられる。例えばバルク固体は、1100℃までの温度で反応を起こすことができる管状炉を用いて処理される。タンタルの管を電流が流れる電気炉のような特別な装置では、更に高温の2000℃までの温度で実験が可能である。そのような高温下では、時々反応物質を拡散させる必要があるが、これは対象の系に強く依存する。固相反応の中には、100℃のような低温で反応が進行するものもある。

#### 溶融法
溶融法は、反応物質をまとめて融解し、その後凝固した融解物を焼き戻す方法のことである。揮発性物質がある場合は、反応物質を真空にしたアンプルに入れ密封する。この作業はしばしば、アンプルの底を液体窒素に浸す等の方法で反応物質を低温に保ちながら行われる。密封されたアンプルは炉に入れられ、一定の熱処理が加えられる。

#### 溶液法
沈殿や蒸発乾燥によって固体を調合する際に、溶媒が用いられることがある。通常の沸点より高温で圧力をかけるという形で、溶媒はしばしば熱水的に使われる。このテーマの応用としては、熱流束法の利用がある。そこでは、望ましい反応が起こる高温溶媒として比較的融点が低い塩が混合物に加えられる。

#### 気相法
多くの固体は塩素やヨウ素や酸素などの反応性の高い気体と盛んに反応する。他の固体は一酸化炭素やエチレンなどの気体と付加物を形成する。このような反応は両端が開いており気体を通じることができる管の中で行われる。この方法を応用すると、熱重量分析機(TGA)のような測定装置内で反応を起こすことができる。この場合、生成物の特定に有用な化学量論的情報が反応の間に手に入る。
気相法の特別な場合として、化学輸送法がある。多くの場合、ヨウ素のような輸送剤が少量加えられた密閉アンプル内で行われる。その後、アンプルをリフロー炉に入れる。ここでは温度勾配を与えることができる二つの繋がった管状炉が必要になる。この方法は、X線回折による構造決定に適した単結晶を生成物として得るために用いられる。
化学気相成長法は、膜や半導体を前駆体分子から作る際に広く用いられている高温法である。

### 気体と湿度に敏感な場合
固体の多くは吸湿性かつ酸化されやすい、またはそのどちらかが当てはまる。多くのハロゲン化合物は非常に水と反応しやすく、乾燥または無酸素のどちらかないし両方を満たす気体を充填したグローブボックスにおいて、無水の条件下でのみ実験を行うことができる。通常、乾燥した気体として窒素が用いられる。

## 特徴づけ
キャラクタリゼーションと呼ぶ。

### 新しい相、相図、構造
合成方法と生成物の特徴は、単一ではなく一連の反応混合物が熱処理を経て調合されているという意味で関係している。一般に化学量論は、どの量が新しい固体化合物や知られている固溶体につながるのかを見つける体系的方法によって変化する。反応生成物を特徴付けする主な方法は粉末回折である。なぜならば、多くの固相反応は多結晶インゴットや粉末を生成するからである。粉末回折は混合物中の既知相の特定を容易にする。回折データライブラリにない回折パターンの場合、単位格子の大きさや対称性を特定する等によりパターンをデータライブラリに登録することができる(生成物が結晶でない場合、特徴付けは概して非常に困難になる)。
新しい相の単位格子が判明した次の段階は、相の化学量論を決定することである。これには多くの方法がある。元の混合物の組成が手がかりを与えてくれることが時々あるが、それは稀である。例えば、生成物が単一物質である、すなわち一つの粉末回折パターンしか現れない場合や、既知の物質に類比させてある組成の相を作ろうとする場合である。多くの場合、新しい物質の高純度サンプルを得るために合成法を改良する際にかなりの努力を強いられる。生成物を残りの反応混合物から分離することができれば、元素分析が可能である。他の方法としては、走査型電子顕微鏡を用い、電子線を当てて固有X線を検出する方法がある。最も容易な構造決定法は単結晶X線構造解析である。
後者は調合の手順に立ち戻り、改良する必要がある。そしてこれはどの組成・どの化学量論でどの相が安定なのかという問題、すなわちどのような相図になっているのかという問題とつながっている。相図の決定の際に重要になるのが示差走査熱量測定や示差熱分析といった熱分析の技術である。シンクロトロンの到来により生まれた温度依存性粉末回折もますます重要になっている。相関係の知識の増加は、反復的方法による合成方法の更なる改良につながる。このように、新しい相は融点と化学量論の領域で特徴付けされる。化学量論は不定比の組成を持つ多くの固体にとって重要である。X線回折によって得られた格子パラメータは化学量論の均一範囲を特徴付けるのに特に有用である。

### さらなる特徴づけ
全てではないが多くの場合、新しい固体化合物は(実際はほとんど変わらないが)固体化学と固体物理学を隔てる境界を超えた多様な技術によってさらに特徴付けされる。

#### 光学的性質
非金属物質からは可視紫外スペクトルを得ることができる。半導体の場合には、バンドギャップが分かる。